# 이근우 (배우)
이근우는 대한민국의 배우이다.

## 출연작
- SBS 일일시트콤 《순풍 산부인과》
- KBS1 대하드라마 《태조 왕건》 ... 헌안왕 역
- SBS 대하드라마 《야인시대》 ... 민박집 주인(35회 특별출연), 신익희(89회만 출연하고 이후에는 진봉진으로 교체) 역
- MBC 월화드라마 《영웅시대》 ... 서울 시민 역
- MBC 정치드라마 《제5공화국》 ... 현대그룹 주역 역
- MBC 일일시트콤 《거침없이 하이킥!》 ... 김범의 할아버지 김말복 역